# Darovi smrti
Darovi smrti su imaginarni predmeti iz knjiga o Harryju Potteru spisateljice J. K. Rowling. Prema legendi, postoje tri Dara smrti.

## Legenda
Zbirka čarobnjačkih bajki, "Kazivanja barda Beedlea", među ostalim bajkama donosi nam bajku o tri brata. Prema toj priči, prije mnogo godina tri brata naiđu na duboku rijeku, punu virova. Budući da su bili vrsni čarobnjaci, oni jednim zamahom štapića naprave most preko rijeke. No Smrt ih pretekne, razljućena što su joj utekli, jer je ona već na toj rijeci mnoge putnike potopila. Ali, lukava Smrt napravi se da im čestita što su izbjegli njenu ruku, čak im ponudi i darove.
Prvi brat, naprasite ćudi, poželi štapić koji dobiva svaki dvoboj. Smrt ga napravi od stabla bazge što je raslo pored rijeke i pokloni ga prvom bratu.
Drug brat, ohole ćudi, poželi moć da otme Smrti plijen. Smrt mu dade kamen s obale, rekavši da taj kamen ima moć da vrati mrtve u život.
Treći brat, najmudriji i najskromniji, poželi da može otići s tog mjesta bez da ga Smrt može slijediti. Smrt mu dade svoj Plašt nevidljivosti.
Braća nastave putovanje. Prvi brat potraži u jednom selu svog neprijatelja, kojeg pozove u dvoboj. Naravno, oboružan Bazgovim štapićem, dobije dvoboj. No, te noći, nakon što se u gostionici u kojoj je trebao prenoćiti hvalio da ima nepobjedivi štapić, drugi ga čarobnjak u snu ubije te mu otme Bazgov štapić. Tako Smrt uzme prvog brata.
Drugi brat se vratio u svoj dom, te pomoću kamena prizove svoju zaručnicu, što je prerano poginula. No ona je bila tužna i hladna, kao da je nekim velom odvojena od njega. Drugi brat se zato ubije kako bi istinski bio s njom u Svijetu mrtvih. Tako smrt uzme drugog brata.
Trećeg brata Smrt nikada nije pronašla, te je doživio duboku starost skrivajući se pod Plaštem. Kada vidi da mu je došlo vrijeme da umre, dade Plašt svom sinu, te se mirne duše pridruži Smrti, potpuno joj ravnopravan.

## Povijest
Trojica braće iz bajke najvjerojatnije su braća Antioch, Cadmus i Ignotus Peverell. Najmlađi brat Ignotus pokopan je Godricovom dolu. Voldemortov djed Marvolo Gaunt izjavio je jednom prilikom da potječe od Peverellovih, a kao dokaz je pokazao prsten s grbom Peverellovih, poznat i kao znak Darova smrti.

## Bazgov štapić
Nepobjedivi štapić najstarijeg brata stoljećima se spominje u čarobnjačkoj povijesti pod različitim nazivima,kao npr. Žezlo Smrti, Štapić sudbine ili Bazgov štapić. Taj štapić iz ruke u ruku prelazi umorstvom. Moguće je pratiti njegov put kroz povijest. Naravno, ima rupa, dugotrajnih nestanaka jer ga je netko privremeno zametnuo ili sakrio, no uvijek se ponovno pojavi. Štapić je nevjerojatno moćan, opasan u pogrešnim rukama i predmet beskrajne fascinacije za majstore čarobnih štapića.

## Kamen uskrsnuća
Kamen uskrsnuća malen je crni kamen s nacrtanim simbolom Darova smrti, ujedno i grb Peverellovih. Stoljećima je krasio obiteljski prsten te obitelji. Kamen je bio u vlasništvu obitelji Voldemortove majke, obitelji Gaunt. Nakon što je ubio svoju obitelj, Voldemort je, ne znajući da je kamen na prstenu zapravo Kamen uskrsnuća, od prstena napravio horkruks. Dumbledore je pomoću Gryffindorova mača razbio kamen u tom prstenu kako bi uništio horkruks. No kamen je i dalje posjedovao svoju moć povratka mrtvih u život. Dumbledore u oporuci ostavlja Harryju zlatnu zvrčku. Harry nakon nekog vremena zaključuje da je u zvrčki skriven Kamen uskrsnuća. Ali, Harry ga ostavlja u Zabranjenoj šumi nakon dvoboja s Voldemortom, u nadi da će kamen tamo i ostati.

## Plašt nevidljivosti
Plašt nevidljivosti vrlo je rijedak i vrijedan predmet. Potterovi najvjerojatnije potječu od trećeg brata iz legende, Ignotusa Peverella. Tome svjedoče dvije činjenice: Potterovi su živjeli u Godricovom dolu, gdje je živio i pokopan Ignotus, a Plašt nevidljivosti prenosi se s već stoljećima u toj obitelji kao obiteljsko naslijeđe. Zato je vrlo vjerojatno da Harry Potter potječe od Ignotusa. Prije svoje smrti James Potter posudio je Plašt nevidljivosti Dumbledoreu, koji ga je dao Harryju dok je bio na prvoj godini školovanja u Hogwartsu. Od tad je Plašt dobro služio Harryju i njegovim prijateljima.

## Potraga
Neki čarobnjaci vjeruju u postojanje Darova smrti, dok ih većina smatra samo legendom. U sedmom dijelu, Harry pronalazi sve Darove smrti, što potvrđuje njihovo postojanje. Ljudi koji su u Potrazi za Darovima smrti ponekad oko vrata nose simbol Darova smrti, kako bi pozvali druge čarobnjake da im pomognu u Potrazi, što vidimo u primjeru Xenophiliusa Lovegooda.